# Sheffield
Sheffield [ˈʃɛfiːld] ist eine britische Stadt in South Yorkshire, in der Region Yorkshire and the Humber im Vereinigten Königreich. Ihr Name leitet sich aus dem River Sheaf ab, der durch den Zusammenfluss des Totley Brook und des Old Hay Brook entsteht. Mit 589.214 Einwohnern (2020) zählt sie zu den größten Städten in England. Sheffield besitzt den Status einer City und ist ein Metropolitan Borough im Metropolitan County South Yorkshire. Die Metropolregion Sheffield hat rund 1,2 Millionen Einwohner. Sheffield war einer der Ursprungsorte der Industriellen Revolution und über mehr als ein Jahrhundert ein weltbekanntes Zentrum der Stahlindustrie. Vom Strukturwandel nach Niedergang der Schwerindustrie in den 1970er und 1980er Jahren wurde die Stadt hart getroffen, erlebt aber seit der Wende zum 21. Jahrhundert einen erneuten Aufschwung. Auch im Bereich der Musik ist Sheffield bedeutend.

## Geographie

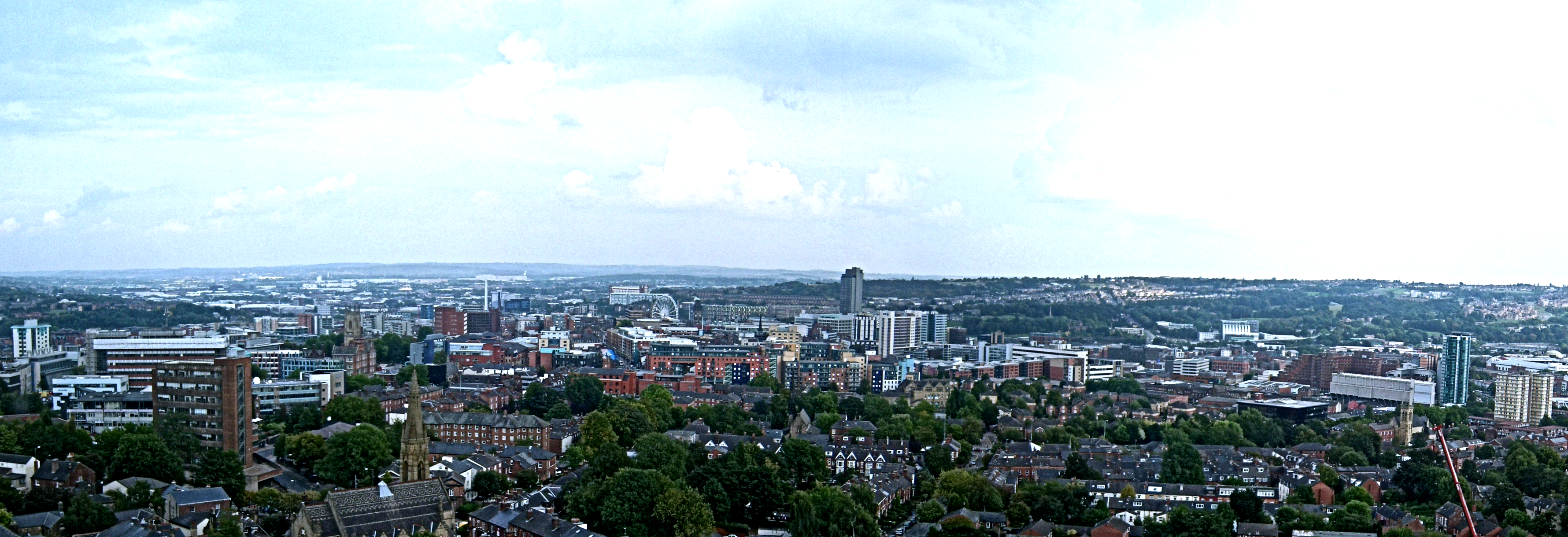
Blick auf Sheffield

Zur Metropolregion von Sheffield gehören die benachbarten Städte Rotherham, Doncaster und Barnsley. Über das Stadtgebiet erstreckt sich ein hügeliges Bergland, dessen höchster Punkt bei 548 m, niedrigster Punkt bei 29 m ASL liegt. Fünf Flüsse durchqueren das Stadtgebiet, die Don, Sheaf, Rivelin, Loxley und Porter. Westlich der Stadt liegen der Peak-District-Nationalpark und die südlichen Ausläufer des Pennines-Gebirges. Mit über 170 Wäldern und 88 öffentlichen Gärten und Parkanlagen ist es in Relation zur Einwohnerzahl die grünste Stadt Europas.

## Geschichte

### Prähistorische Zeit
Die Gegend um Sheffield war schon sehr früh besiedelt. Im nahe gelegenen Creswell Crags wurden Spuren von steinzeitlichen Höhlenbewohnern gefunden; unter anderem Werkzeuge aus Stein, Quarz, Knochen und Mammut-Elfenbein. Im Juli 2004 wurde an derselben Stelle die sogenannte Church Cave entdeckt, eine Höhle mit Wandmalereien, die auch „Sixtinische Kapelle der Eiszeit“ genannt wird. Zwar sind vergleichbare, ältere Höhlen in Spanien und Frankreich noch kunstvoller bemalt, die Church Cave ist aber aufgrund ihrer Lage im Norden sehr bemerkenswert.
22 km südlich von Sheffield wurde 1955 ein 150.000 Jahre alter Faustkeil gefunden, im nördlichen Vorort Deepcar ein Steinkreis. Im Vorort Crookes wurde ein Grab mit zwei Urnen aus der frühen Bronzezeit entdeckt, weitere Gräber im Vorort Lodge Moor.

### Antike und Mittelalter
Im 1. Jahrhundert v. Chr. wurde bei Wincobank (im Nordosten der Stadt) eine Festung errichtet. Gebaut wurde sie durch den keltischen Stamm der Briganten, welche vergeblich versuchten, die Expansion der Römer zu verhindern. Eine kleinere Römerstraße führte durch den Nordteil der Stadt, doch Sheffield entwickelte sich nicht zu einer vollwertigen Siedlung, jedenfalls nicht bis zur Zeit der Angelsachsen.
Diese gründeten am Fluss Sheaf eine Siedlung, welche sie Scafield oder Escafield nannten. Im südwestlichen Vorort Dore unterwarf sich 829 König Eanred von Northumbria dem westsächsischen König Egbert, wodurch sich Egbert die Oberherrschaft Wessex’ auch über die Gebiete nördlich des Humbers sichern konnte. Wessex war das einzige bedeutende Königreich auf der Insel, das nicht von den Wikingern erobert wurde. Im 9. und 10. Jahrhundert gehörte Sheffield jedoch zum skandinavischen Danelaw. Im lokalen Dialekt sind aus dieser Zeit viele Ausdrücke skandinavischen Ursprungs erhalten geblieben.
Im frühen 12. Jahrhundert, unter der Herrschaft des Lehnsherrn William de Lovetot, wurde eine Kirche errichtet, aus der sich später die Kathedrale von Sheffield entwickelte. Er ließ auch ein hölzernes Schloss errichten, das um 1270 durch eine Steinkonstruktion ersetzt wurde. In diesem Schloss wurde von 1570 bis 1584 Maria Stuart, die Königin von Schottland, gefangen gehalten. Während des englischen Bürgerkriegs wurde Sheffield mehrmals von beiden Konfliktparteien erobert und fiel 1648 endgültig in die Hand der Republikaner unter Oliver Cromwell, welche das Schloss zerstörten.

### Industrielles Zeitalter

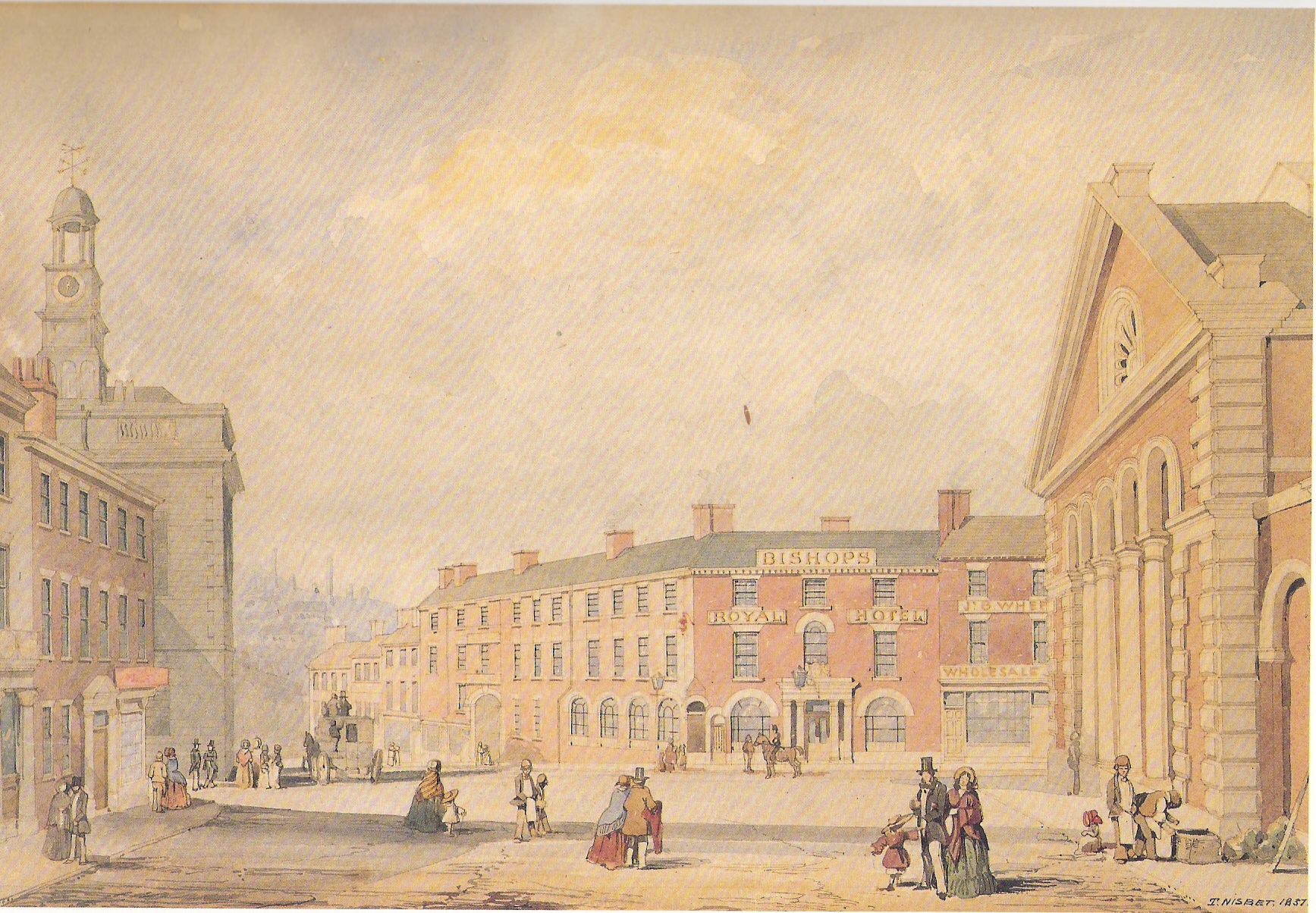
Sheffield 1857

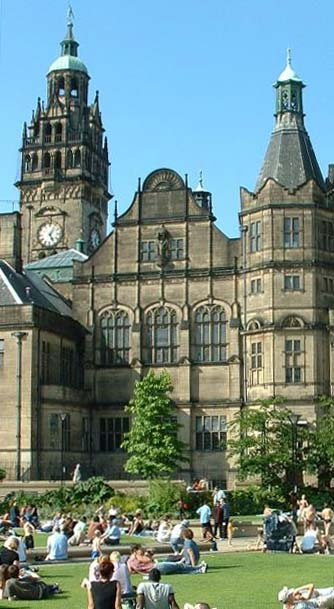
Town Hall (Rathaus) mit den Peace Gardens

In Sheffield wurden schon seit dem 13. Jahrhundert Messer hergestellt, wie man aus einer Zeile in Geoffrey Chaucers „Canterbury Tales“ weiß. Ab dem späten 18. Jahrhundert entwickelte sich Sheffield zu einer bedeutenden Industriestadt und zum Zentrum der Stahlverarbeitung. Viele mittelalterliche Gebäude wurden durch modernere Bauten ersetzt. Am 11. März 1864 wurden große Teile der Stadt nach dem Bruch des Dale-Dyke-Staudammes überschwemmt; 800 Häuser wurden dabei zerstört und 270 Menschen kamen ums Leben.
Die Stahlindustrie war geprägt von besonders schlechten Arbeitsbedingungen; es ist deshalb kein Zufall, dass hier die ersten Gewerkschaften des Landes entstanden. Um 1860 kam es zu den sog. Sheffield Outrages, Auseinandersetzungen zwischen Fabrikbesitzern und militanten Gewerkschaftern, welche in Bombenexplosionen und Mordanschlägen gipfelten.
Die Stahlfabriken von Sheffield waren führend in der Weiterentwicklung des Stahls, so wurde 1913 von Harry Brearley der rostfreie Stahl erfunden. Sheffield war vor allem für Stahlmesser bekannt. Andere wichtige Industriezweige waren Kohlebergbau und Steinbrüche. So wurde z. B. der Westminster-Palast in London aus Kalkstein errichtet, der aus dem nahe Sheffield gelegenen Dorf Anston stammte. Aufgrund der kriegswichtigen Produktionen in Sheffield wurde die Stadt immer wieder Opfer von deutschen Luftangriffen, wodurch Alt- und Innenstadt neben einigen Industrieanlagen schwer verwüstet wurden. Allein bei den beiden schwersten Luftangriffen am 12. und 15. Dezember 1940 kamen 750 Menschen ums Leben, und rund 3 000 Häuser und Geschäfte wurden vollständig zerstört, während Industrieanlagen weniger in Mitleidenschaft gezogen wurden. Heute ist der Bestand an Altbauten bei weitem nicht mehr so reichhaltig wie vor dem Zweiten Weltkrieg.
In den 1970er Jahren wurden viele Stahlwerke geschlossen und es kam zu Massenarbeitslosigkeit. Heute hat sich Sheffield zu einer dienstleistungsorientierten Stadt entwickelt. Im Jahre 2003 ermittelte eine Studie der Barclays Bank, dass der Wahlkreis Sheffield-Hallam der wohlhabendste Bezirk des Landes außerhalb Südostengland ist. Das Projekt „Sheffield Grey to Green“ soll zur Wiederbelebung verwahrloster Stadtbezirke durch die Anlage von Blumenwiesen führen und hat inzwischen zahlreiche Nachahmer gefunden.

## Kultur
Sheffield ist ein bedeutendes Zentrum der Pop- und Rockmusik. Zu den bekanntesten Vertretern zählen ABC, The Human League, Pulp, Def Leppard, Joe Cocker, Arctic Monkeys, Malevolence, Bring Me the Horizon und While She Sleeps. Im Jahr 1989 wurde in der Stadt das Plattenlabel Warp Records gegründet, das mit seinen Veröffentlichungen großen Einfluss auf die Entwicklung der Electronica-Musik ausübte. Die frühen Veröffentlichungen des Labels wurden von Musikjournalisten auch als Sheffield Sound bezeichnet. Im Zusammenhang mit der Arbeit des Labels ist die Tätigkeit des im Gegensatz zu Warp Records heute noch in Sheffield ansässigen Designerkollektivs The Designers Republic zu sehen.
Seit 1999 steht in Sheffield das Nationale Zentrum für Popmusik. Das dort untergebrachte Museum war nicht so erfolgreich wie erhofft, deshalb wurde das Gebäude an die Sheffield Hallam University verkauft. Heute befindet sich die Students’ Union der Universität in dem Gebäude. Zusätzlich dient es als Stätte für Konzerte und Veranstaltungen der Studierenden.
Sheffield ist der Geburtsort des Schauspielers Sean Bean und des Monty-Python-Komikers Michael Palin. Der weltweit bekannte Film Ganz oder gar nicht handelt von strippenden Arbeitslosen aus Sheffield.
Sheffield besitzt zwei Theater, vier Kunstgalerien und mehrere Museen.
1984 gründete sich in Sheffield die Performance-Gruppe Forced Entertainment.

## Religion

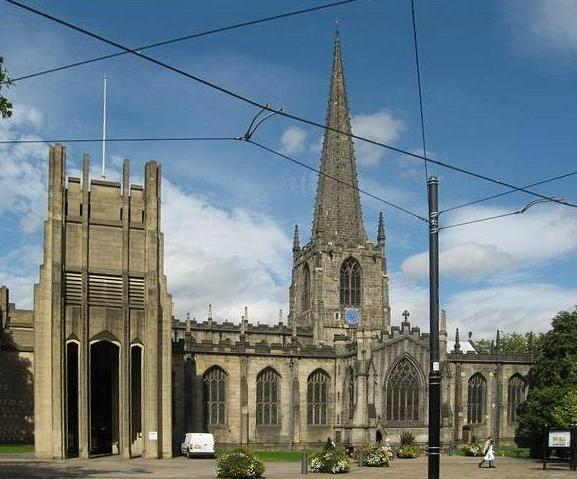
Kathedrale St. Peter und Paul

### Christentum
Die historische, seit der Reformation anglikanische St.-Peter-und-Paul-Kirche ist seit 1914 Kathedrale des neu gegründeten Bistums Sheffield. Die römisch-katholische St.-Marien-Kirche, erbaut 1846 für die durch Zuwanderung katholischer Iren und durch Konversionen gewachsene Gemeinde, wurde 1980 Bischofskirche des Bistums Hallam.

### Islam
2004–2006 entstand die Medina-Moschee der in Pakistan beheimateten Barelvi-Bewegung; sie fasst 2300 Menschen.

## Bildung

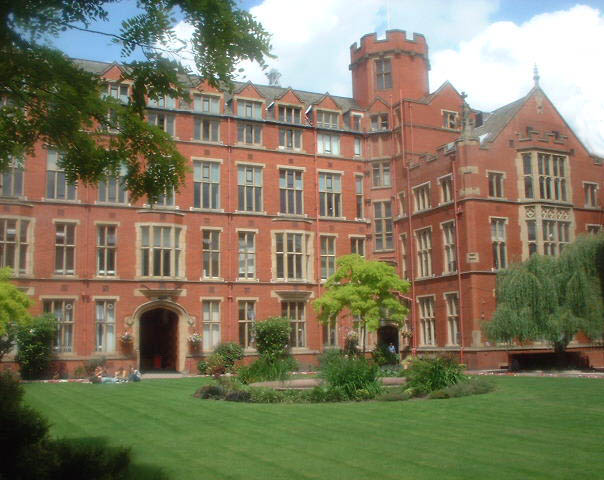
Universität von Sheffield

In Sheffield gibt es zwei Universitäten, die Universität Sheffield (gegründet 1905), sowie die Sheffield Hallam University. Zusammen zählen die beiden Universitäten ca. 60.000 Studierende.

## Politik

### Sheffield City Council
- Greens: 14
- Labour: 36
- LibDem: 27
- Sonst.: 6
- Unabh.: 1

Sonstige = Sheffield Community Councillors

## Wirtschaft
Sheffield ist international für seine Metallurgie und Stahlherstellung bekannt. Dies machte Sheffield im 18., 19. und 20. Jahrhundert zu einer der wichtigsten Industriestädte Englands. Diese Industrie nutzte Sheffields einzigartige Kombination aus lokalem Eisen und Kohle sowie Wasserkraft, die von den Flüssen der Umgebung geliefert wurde. Dies führte zu einem enormen Wachstum der Stadtbevölkerung, die von 60.995 im Jahr 1801 auf einen Höchststand von 577.050 Einwohnern im Jahr 1951 wuchs. Wegen der zunehmenden Konkurrenz durch Importe begann in den 1960er Jahren ein Rückgang im Schwermaschinenbau, der den Sektor dazu zwang, Abläufe zu rationalisieren und einen Großteil der lokalen Arbeitsplätze abzubauen. Die Stahlindustrie konzentrierte sich mehr auf die Herstellung von Spezialstahl und produzierte im Jahr 2005 mehr Stahl als jemals zuvor in ihrer Geschichte. 
Die Industrie ist heute weniger auffällig, weil sie hochgradig automatisiert ist und weit weniger Arbeitnehmer als früher beschäftigt. 

## Partnerstädte
Sheffield pflegt Städtepartnerschaften mit folgenden Städten:
- Bochum, Deutschland
- Anshan, China
- Donezk, Ukraine
- Estelí, Nicaragua
- Kawasaki (Kanagawa), Japan
- Pittsburgh, USA

## Sport
Sheffield hat eine lange Sporttradition. Im Jahre 1857 wurde der FC Sheffield gegründet, der weltweit erste Fußballverein überhaupt. Bereits fünf Jahre später gab es 16 Vereine. Bekannte Vereine sind heute Sheffield United sowie Sheffield Wednesday (das im Hillsborough-Stadion spielt).
Seit 1977 findet die jährliche Snookerweltmeisterschaft traditionell in Sheffield im Crucible Theatre statt, das Finale liegt dabei immer auf dem ersten Montag im Mai, der in England ein Feiertag ist.
1991 fand die Sommer-Universiade „World Student Games“ in Sheffield statt.
Der Eishockeyverein Sheffield Steelers spielt in der britischen Elite Ice Hockey League. Heimstadien sind die Sheffield Arena und Ice Sheffield. In letzterem finden jährlich die Finalturniere der britischen Fraueneishockeyliga Women’s Premier Ice Hockey League statt.
In Sheffield steht eines der besten Langstreckenhallenbäder (50 m) der Welt. Das „Ponds Forge international sports centre“ war schon oft Austragungsort internationaler, nationaler und regionaler Wettkämpfe. Neben dem Schwimmbecken beherbergt es Europas tiefstes Turmspringerbecken (5,85 m). Auch hier wurden schon viele internationale Veranstaltungen ausgetragen. In Sheffield wurden bereits mehrere Schwimmweltrekorde aufgestellt, unter anderem von Mark Warnecke und Sandra Völker.
Zweimal (2000 und 2011) fanden in Sheffield Weltmeisterschaften im Shorttrack statt.
Ein sehr bekanntes Team der britischen Speedway-Profiliga sind die Sheffield Tigers.

## Verkehr
Die Autobahn M1 verbindet Sheffield mit London und Leeds. Seit 1994 besitzt die Stadt wieder ein Straßenbahnnetz, genannt Sheffield Supertram.
Sheffield hatte einst zwei Bahnhöfe. Der Bahnhof Sheffield Victoria an der Eisenbahnlinie Manchester–Sheffield–Lincolnshire wurde abgerissen. Der andere Bahnhof, Sheffield Midland, blieb erhalten und wird auch heute noch rege benutzt.
Ein Kuriosum stellte der erst 1997 eröffnete Flughafen Sheffield City Airport dar. Dieser wurde im Mai 2008 wieder geschlossen und wich einem Gewerbegebiet mit Heliport. Denn 2005 wurde parallel der vormals militärisch genutzte Flughafen Robin Hood Airport Doncaster Sheffield für die zivile Luftfahrt nahe Sheffield eröffnet.

## Sehenswürdigkeiten
- Attercliffe Chapel – gotische Kapelle im Vorort Attercliffe, erbaut im Jahre 1629
- Beauchief Abbey – 1178 erbautes Kloster des Prämonstratenser-Ordens, 1537 nach der Reformation aufgehoben, seither im Privatbesitz, nur teilweise erhalten
- Bishops’ House – das älteste noch gut erhaltene Fachwerkhaus, gebaut um 1500, Inneneinrichtung aus dem 17. Jahrhundert – für Besucher am Wochenende geöffnet
- Crucible Theatre – 1971 erbautes Theater mit zwei Sälen (980 bzw. 400 Sitzplätze), seit 1977 Austragungsort der Snooker-WM
- Don Valley Stadium – Stadion für Leichtathletik und Rugby
- Intake Cemetery
- Meadowhall Centre – großes Einkaufszentrum mit 20 Millionen Besuchern im Jahr
- Millennium Galleries mit Winter Garden – 2001 eröffnet bildet der moderne Galeriebau gemeinsam mit dem daran anschließenden Winter Garden eine neue Attraktion. Die Bauten sind Teil des „Heart of the City“-Projekts, das Sheffield attraktiver machen soll.
- National Centre for Popular Music
- Sheffield Castle – Ruinen des 1648 niedergebrannten Schlosses
- Sheffield Cathedral – die Kirche Saint Peter and Saint Paul wurde 1913 zur Kathedrale erhoben, denkmalgeschütztes Bauwerk
- Town Hall – das 1897 erbaute Rathaus inkl. dem davor gelegenen Park Peace Gardens
- Sheffield Industrial Hamlet – Museum und Freilichtmuseum aus der Frühzeit der Industrialisierung
- Weston Park Museum – Neues Museum zu Geschichte und Kultur der Stadt, eröffnet im Oktober 2006.